# Morro Iõla
O Morro Iõla é uma elevação de São Tomé e Príncipe, localizada a sensivelmente ao centro da ilha do Príncipe. Esta formação geológica eleva-se a 250 metros acima do nível do mar. Encontra-se nas proximidades da Praia Iõla.